# Ozoroa barbertonensis
Ozoroa barbertonensis är en sumakväxtart som beskrevs av E. Retief. Ozoroa barbertonensis ingår i släktet Ozoroa och familjen sumakväxter. Inga underarter finns listade i Catalogue of Life.